# Дубно (Сарненський район)
Ду́бно — село в Україні, у Березівській сільській громаді Сарненського району Рівненської області. Населення становить 601 особу.

## Історія
Серед густого і дрімучого лісу, майже на межі двох держав України та Білорусі розкинулося невеличке село Дубно, яке раніше входило до складу Глиннівської сільської ради.
Село засноване 1906 році. 
Багато років тому села, як такого, не існувало. Були різні хутори по лісах, де жили люди. Серед цих хуторів варто згадати такі як Харки, Пудесіння, Студениця. Їхні жителі часто збиралися разом, щоб поспілкуватись і побачити один одного, під розлогими дубами, від чого і пішла назва села Дубно.
Першою в Дубно поселилася сім'я Шарів. З часом село зростало. На 1938 р. тут нараховується близько 25 хат. Тоді Дубно входило до складу Польщі.
Районним центром був Столін (тепер Білорусь). Саме такий територіальний поділу і допоміг нашим дідам і прадідам вижити під час страшного Голодомору 1932—1933 рр.
У 1939 р. Німеччина напала на Польщу. Почалася Друга світова війна. Учасниками польської війни були Рогульчик Дмитро та Охрімчук Іван (жителі села Дубно). Наприкінці жовтня 1939 р. була прийнята Декларація про входження Західної України до складу СРСР. А в червні 1941 р. почалася Німецько-радянська війна.
У листопаді 1943 року нацистські загарбники, після того як спалили жителів села Кам'янне (раніше Війткевичі), вирушили до с. Дубно з наміром спалити і його. Супроводжуючий чоловік обхитрив німців і повів їх на хутір Харки .
Хутір було спалено, а село Дубно таким чином залишилося. Згодом хутір відбудували, а ще пізніше жителі переселилися в Дубно.
Роки Німецько-радянської війни добре пам'ятають всі жителі села, яким довелося її пережити, але найбільше вона запам'яталася, мабуть тим, хто через неї залишився інвалідом — це Рогульчик Степен Йосипович, Лесковець Федот Наумович та Коханевич Омельян Якович.
У 1949 році в селі почав організовуватись колгосп, називався він «33 річниця Великого Жовтня», першим головою колгоспу був Костин Солох, бригадиром — Карповець Нопрій, а потім — Дробуш Савва. В колгоспі займались вирощуванням сільськогосподарської продукції а зокрема льону, картоплі.
Колгосп проіснував 11 років, а вже в 1960 році колгоспи ближніх сіл об'єдналися в радгосп «Глиннівський».
Станом на 01.01.2015року в селі проживає 704 жителів. В селі живуть майже всі багатодітні сім'ї, 55 матерів мають звання мати — героїня.

## Населення
За переписом населення 2001 року в селі мешкало 586 осіб. 100 % населення вказали своєї рідною мовою українську мову.

## Освіта та культура
Щодо освіти в селі то ще за часів Польщі діти ходили здобувати освіту на хутір Харки. Там була перша школа в хаті Колодич Домни. Старожили ще й досі пам'ятають і згадують про неї. Першим вчителем був чоловік на ім'я Сергій. Та настала Німецько-радянська війна. Хутір Харки було спалено нацистами. Згоріла і школа. Деякий час школи взагалі не існувало. Після війни, вкінці 40-х років, навчання організували вже в селі Дубно в хаті Охрімчука Григорія. Наприкінці 50-років будують нове приміщення в якому розташовується початкова школа. Першою вчителькою і завідувачкою школи була Перевертайло Надія Олександрівна. В 1976 було збудовано нове приміщення восьмирічної школи. Директором школи призначається Давидюк Микола Васильович. З 1987 року по 2008 рік проводиться добудова школи. З 2009 року школу реорганізовують в Дубнівську загальноосвітню школу І-ІІІ ступенів. З 1991 року і по даний час директором працює Кулакевич Анатолій Романович. Тут навчається 146 учнів, працює 16 вчителів, 8 осіб обслуговчого персоналу.
Розвитком культури в селі займається сільський клуб та публічно-шкільна бібліотека.

### Бібліотека
Дубнівська сільська бібліотека створена в 1969—1970 роках. Спочатку вона розташовувалась у дев'ятиметровій кімнатці хати Федора Кулакевича, згодом для неї виділили окреме просторе приміщення у сільському клубі. Першим бібліотекарем була Валентина Рогульчик. З середини 1970-х років у бібліотеці працювали справжні ентузіасти книжкової справи: Федір Юрковець, Олександр Коханевич, Марія Колодич, Марія Ковальчук. В цей період установа активно співпрацювала зі шкільною бібліотекою Дубна, до якої районний відділ освіти, бібліотечний колектор надсилали книги для позакласного читання, художню літературу, нові підручники. У 1970—1980-х роках обидві бібліотеки були залучені до державної пропаганди: в них діяли так звані червоні куточки, організовували виставки до політичних свят тощо. В січні 2003 року обидві установи об'єднали в публічно-шкільну бібліотеку, фонд якої станом на 1 січня 2003 року налічував 9726 примірників, в тому числі 330 підручників. Крім того, в Дубнівській публічно-шкільній бібліотеці є збірки періодики — газет, журналів. Станом на 1 січня 2015 року в ній було 5715 примірників книг, бібліотека обслуговувала 425 користувачів.
Станом на 2020 рік Дубнівська публічно-шкільна бібліотека крім функцій книгозбірні слугує також місцевим інформаційним осередком. До послуг жителів Дубна в ній діє публічний центр регіональної інформації з такими підрозділами як «Навчальні заклади», «Освіта», «Юридичні консультації», «Соціальний захист населення», «Пенсійне забезпечення», «Агропромисловий комплекс», «Біржа праці». В бібліотеці готуються списки літератури для вивчення школярами, статті про свята, анонси нових книг. В бібліотеці створено дитячий куточок з іграшками та розвиваючими іграми. Під час літніх канікул діє «Бібліотека просто неба». В рамкам цієї програми юні користувачі мають можливість пограти в ігри, почитати книги на свіжому повітрі, відбуваються екскурсії до лісу, де діти фотографують. Щороку бібліотекар бере активну участь у Всеукраїнській акції «Живи, книго!», Всеукраїнських конкурсах «Найкращий читач року», «Шкільний бібліотекар». В бібліотеці популяризують народні звичаї українського народу. Зокрема, тут організований куточок народознавства, де експонують стародавній посуд, українські вишивки, література про культуру, побут, українські народні традиції. В бібліотеці зібрані документальні матеріали про Дубно, легенди про його виникнення, спогади старожилів про воєнні та післявоєнні роки, місцевий фольклор тощо. Значний внесок у створення народознавчих виставок вносить теперішня бібліотекарка — відома місцева вишивальниця Ніна Іванівна Ковтун.
Публічно-шкільна бібліотека

## Охорона здоров'я
В селі діє ФАП. Історія заснування починається з 1958 року, коли фельдшерсько-акушерський пункт знаходився в приміщенні жилого будинку Охремчук Григорія, медсестрою була Галина Іванівна. З 1960 ФАП переміщається в старе приміщення лісництва, а медсестрою призначається Баньковська Ольга Василівна. З 1968році на посаді медсестри працює Хомич Марія Терентіївна. Пізніше медсестрою працює Крупич Тетяна. З 1975 по 2013 рр. працювала завідувачкою ФАПу Яскевич Катерина Федорівна. До 1978 року в ФАПі було пологове відділення де розміщувалось 3 ліжка. На даний час на посаді фельдшера працює син Катерини Федорівни Дробуш Андрій Михайлович.

## Промисловість
В 1960 році організовано Дубнівське лісництво. В 1966 році пройшов новий переділ земель Дубнівського, Познанського, Кам'янського лісництв. Площі трьох лісництв розділили на два лісництва: Познанське та Кам'янське. Так як кантора Познанського лісництва розміщувалась на території Смоліна, в 1968 році лісництво перейменоване в Смолінське лісництво, а в 1980 в Дубнівське лісництво і розпочато будівництво контори в с. Дубно, яке закінчено в 1983 році.
Лісництво займається охороною лісу, створенням лісу на непридатних для сільського виробництва землях колишніх колгоспів. Загальна площа Дубнівського лісництва 6 139 гектарів землі. Покрито лісом 5 558 гектарів. Знаходиться одна майстерська дільниця та 8 обходів. На землях лісництва ростуть сосни, берези, вільха, дуб.

## Релігія
В селі діє церква Казанської ікони Божої Матері Сарненської Єпархії Української Православної церкви Московського патріархату. Будувалась з 1996 по 1998 році за кошти прихожан. Першим настоятелем в церкві був Кулакевич Микола Олексійович (1998—2000 рр.). З 2000 по 2010 рр. настоятелі мінялися дуже часто, а з 2010 і поданий час знову править Кулакевич Микола Олексійович.
В селі є церква християн віри євангельської п'ятидесятників, яка нараховує в своєму складі 130 чоловік. До 1990 року зібрання проводились по хатах у віруючих, а в 1990 році віруючі купили жилий будинок під дім молитви, де і проводили зібрання. У 2007 році збудовано новий просторий дім молитви. З моменту створення общини і до 2014 року пресвітером був Коханевич Степан Панасович. А з 2014 пресвітером став його син Коханевич Микола Степанович. Незважаючи на різновидність віросповідання відсутні будь-які протистояння чи конфронтації між віруючими.

## Сфера послуг
На територіє села діє 4 торговельні точки. Перший магазин було відкрито в 1958 році. Першим продавцем був Кулакевич Іван Федорович. Продавалися в ньому товари першого вжитку, такі як борошно, крупи, сіль, гас (світла не було). Згодом асортимент товару збільшувався. Магазин у цьому приміщенні проіснував 10 років. В 1968 році в центрі села збудували нове, як на той час, просторе приміщення де і розмістився новий магазин. В 1990 році будується знову новий магазин «Ольвія» Березівського ССТ, який працює і понині. В магазині продаються як продовольчі так і господарські товари. В селі є ще три приватні магазини.

## Відомі люди
Із відомих особистостей в селі проживав Юрій Береза (1977—1978 роки).
Лесковець Федот Наумович [Архівовано 18 травня 2015 у Wayback Machine.]
Лесковець Федот Наумович народився 18 травня 1922 року в с. Глинне Рокитнівського району Рівненськолї області. Проживав на хуторі Студениця з 1963 року переїхав в с. Дубно Рокитнівського району.
В 1943 році був призваний на фрон. Служив в загоні О. Сабурова, поранений в м. Бродах, а лікувався в військовому госпіталі м. Твер. За бойові заслуги був нагороджений орденом Вітчизняної війни ІІ ступеня, медаллю «За відвагу» та багатьма іншими нагородами.
Охремчук Іван Олександрович [Архівовано 18 травня 2015 у Wayback Machine.]
Охремчук Іван Олександрович народився 10 червня 1911 року в с. Дубно Рокитнівського району Рівненської області. В 1930 році був призваний на службу в Польську армію. В 1943 році пішов в партизанський загін О.Сабурова через деякий час потрапив в полон до німців. Після втечі з полону дуже довго добирався до додому. Далі знову добровольцем іде в діючу армію. З боями дійшов до Берліна де і зустрів день Перемоги. За бойові заслуги нагороджений орденом Вітчизняної війни ІІ ступеня,медаллю «За відвагу»,медаллю «За взяття Берліна» та багатьма іншими нагородами.
Рогульчик Степан Йосипович [Архівовано 18 травня 2015 у Wayback Machine.]
Рогульчик Степан Йосипович народився 13 липня 1911 року на хуторі Дубно біля села Глинне Березовської волості Мозирського повіту Мінської губернії (сучасне село Дубно Рокитнівського району Рівненської області). Служив в польській армії, так як на той час наша територія уже перебувала в складі ІІ Речі Посполитої. Орієнтовно призивався в 1932—1933 роках. Відслуживши польську армію, повернувся додому.
Мобілізований до Радянської Армії в кінці 1943 року. Був поранений в бою під Вітебськом в 1944 році. Демобілізований у 1946 році.
Нагороджений орденом Вітчизняної війни І ступеня 23 грудня 1985 року, численними ювілейними медалями.
Помер у 1995 році.

## Уроженці села
- Ковтун Ніна Іванівна — вишивальниця. З 1986 року працює бібліотекарем у публічно-шкільній бібліотеці с. Дубно. Вишиває хрестиком і гладдю рушники, серветки, українські сорочки. ЇЇ роботи постійно представляються на виставках декоративно — прикладного та ужиткового мистецтва району, області, були представлені в м. Острозі та м. Костополі[7].
- Коханевич Галина Іванівна — вишивальниця. Вишиває хрестиком і гладдю рушники, серветки, українські сорочки. ЇЇ роботи постійно представляються на виставках декоративно — прикладного та ужиткового мистецтва району та області.